# Beukenknikker
Beukenknikker (Pyrenula nitida) is een korstmos behorend tot de familie Pyrenulaceae. Het is de typesoort van het geslacht Pyrenula. De fotobiont is Trentepohlia. 

## Determinatie
Beukenknikker is een korstvormig korstmos. Het thallus ligt min of meer in de schors verzonken. De kleur van het thallus is olijfgroen, groenachtig, bruingroen als het vochtig is en bleekbruin, beige, bleek oker, okergeel als het droog is. De peritheciën staan verspreid op het thallus. Het thallus heeft de volgende kleurreacties: C-, K+ (rood oranje). 
De asci zijn 8-sporig en meten 100–130 × 10–15 µm. De ascosporen zijn bruin, smal ellipsoïde, soms licht hobbelig, 3-voudig gesepteerd en 19–24 × 6–8 µm groot. 

### Gelijkende taxa
In het veld lijkt hij op Pyrenula macrospora, maar deze is K+ (geel), P+/- (geel) en heeft  grotere peritheciën en ascosporen.

## Verspreiding
Beukenknikker heeft een kosmopolitische verspreiding. In Nederland is het een zeer zeldzame soort en staat op de Nederlandse Rode Lijst in de categorie 'Gevoelig'.